# Milena Bartlová
Milena Bartlová (* 19. ledna 1958 Praha) je česká historička umění. Zabývá se uměním a kulturou středověku, metodologií dějin umění, muzeologií a vizuálními studiemi. Věnuje se vědeckovýzkumné a publikační činnosti, v současné době přednáší na katedře teorie a dějin umění Vysoké školy uměleckoprůmyslové v Praze.

## Život
Je dcera docentky ekonomie na pražské UK Rity Klímové (Budínové), v letech 1990–1991 československé velvyslankyně v USA, a bývalého reformního komunisty Zdeňka Mlynáře. Rita Klímová byla jedna z prvních průkopnic feminismu v České republice. Má mladšího bratra Vladimíra Mlynáře. Její dědeček Stanislav Budín byl redaktorem časopisu Reportér.
Odmaturovala na Akademickém gymnáziu ve Štěpánské. V letech 1980–1983 studovala dějiny umění na Filosofické fakultě Univerzity Karlovy (prof. Jaromír Homolka) a její magisterská diplomová práce: Příspěvek k ikonografii krásného slohu. Figurálně zdobené rámy českých gotických obrazů (1983) byla uznána jako rigorózní. Roku 1995 obhájila kandidátskou disertaci: Vztah českých milostných madon k ikonám. K 15. dubnu 2001 byla jmenována docentkou v oboru dějiny umění a od 1. listopadu 2005 je profesorkou.
V letech 1992–2014 byla členkou Uměleckohistorické společnosti, v letech 2008–2011 byla předsedkyní. Působila jako zahraniční poradce v Center of Medieval Art in New York (1992–1995), předsedkyně výboru pro udílení Baderových stipendií (1993–2010), členka rady Moravské galerie v Brně (1999–2003), členka komise pro akviziční činnost Sbírky starého umění NG (od 2004) a akreditační komise MŠ Slovenské republiky. V letech 2014–2018 zastávala pozici předsedkyně vědecké rady Společnosti pro queer paměť.

### Pracovní kariéra
- 1977–1978 lektorka cizích jazyků v OKD Praha 10
- 1978–1990 Národní galerie v Praze, od 1983 kurátorka sochařství ve Sbírce starého umění NG, 1983–1988 referentka Centrální inspekce sbírek NG
- 1992–1995 odborná pracovnice, Ústav dějin umění Akademie věd České republiky
- 1996–1997 vědecká pracovnice, zástupkyně ředitele, Sbírka starého umění Národní galerie v Praze
- 1998–2005 odborná asistentka, od r. 2001 docentka Pedagogické fakulty Univerzity Karlovy Praha, Katedra dějin a didaktiky dějepisu
- 1998–2010 odborná asistentka, docentka[4], od r. 2005 profesorka dějin umění Filosofické fakulty Masarykovy univerzity Brno, Seminář dějin umění
- 2008 Fellow, Wissenschaftskolleg Berlin
- 2009–2010 zastupující profesorka, Institut für Kunst- und Bildgeschichte, Humboldt Universität Berlin
- 2010–2011 profesorka dějin umění, Akademie výtvarných umění v Praze
- 2013–2015 profesorka Fakulty humanitních studií Univerzity Karlovy v Praze, obor Evropské kulturní a duchovní dějiny
- od 2011 profesorka Vysoké školy uměleckoprůmyslové v Praze, Katedra teorie a dějin umění

### Ocenění
- 2001 Cena rektora MUNI v Brně
- 2012 Cena F. X. Šaldy
- 2021 Cena Věry Jirousové (za přínos české umělecké kritice)[5]

### Politické působení
Ve volbách do Poslanecké sněmovny PČR v roce 2017 kandidovala jako nestranička za Zelené v Praze, ale neuspěla.

## Publikační činnost
- Bartlová, Milena, ed. a Pachmanová, Martina, ed. Artemis a Dr. Faust: ženy v českých a slovenských dějinách umění. Vyd. 1. Praha: Academia, 2008. 261 s. Žena a věda; sv. 3. ISBN 978-80-200-1607-2.
- Bartlová, Milena. Mistr Týnské kalvárie: český sochař doby husitské. Vyd. 1. Praha: Academia, 2004. 183 s., [32] s. obr. příl. ISBN 80-200-1088-2.
- Bartlová, Milena a kol. Pieta z Jihlavy: pieta z farního kostela sv. Jakuba v Jihlavě - nový pohled na staré téma. V Jihlavě: Oblastní galerie Vysočiny, ©2007. 123 s. Edice Vysočiny. ISBN 978-80-86250-16-8.
- Bartlová, Milena. Poctivé obrazy: deskové malířství v Čechách a na Moravě 1400-1460. Vyd. 1. Praha: Argo, 2001. 494 s., [17] s. obr. příl. ISBN 80-7203-365-4.
- Bartlová, Milena, ed. Pop history: o historické věrohodnosti románů, filmů, komiksů a počítačových her. Praha: NLN, Nakladatelství Lidové noviny, 2003. 164 s. Knižnice Dějin a současnosti; sv. 21. ISBN 80-7106-345-2.
- Bartlová, Milena. Průvodce studiem dějin středověkého výtvarného umění: seminář dějin umění Filozofické fakulty Masarykovy university Brno. Vyd. 1. V Brně: Masarykova univerzita pro Filozofickou fakultu, 2003. 150 s. ISBN 80-210-3296-0
- Bartlová, Milena. Skutečná přítomnost: středověký obraz mezi ikonou a virtuální realitou. Vyd. 1. Praha: Argo, 2012. 407 s. ISBN 978-80-257-0542-1.
- Bartlová, Milena a Skřivánek, Jan. Obrazy & události: komentáře ke zdejší vizuální kultuře 2010-2012. Vyd. 1. V Praze: Vysoká škola uměleckoprůmyslová, 2012. 147 s. ISBN 978-80-86863-43-6.
- Bartlová, Milena. Pravda zvítězila: výtvarné umění a husitství 1380-1490. Vydání první. Praha: Academia, 2015. 358 stran. ISBN 978-80-200-2502-9.